# Mielec (Landgemeinde)
Die Gmina wiejska Mielec ist eine Landgemeinde im Powiat Mielec der Woiwodschaft Karpatenvorland in Polen. Sitz der Gemeinde ist die Stadt Mielec, die jedoch der Gmina nicht angehört. Die Gmina hat eine Fläche von 122,7 km² und 13.445 Einwohner (Stand 31. Dezember 2020).

## Verwaltungsgeschichte
Von 1975 bis 1998 gehörte die Landgemeinde zur Woiwodschaft Rzeszów.

## Gliederung
Zur Landgemeinde Mielec gehören folgende 13 Ortschaften mit einem Schulzenamt (sołectwo):
Boża Wola
Chorzelów
Chrząstów
Goleszów
Książnice
Podleszany
Rydzów
Rzędzianowice
Szydłowiec
Trześń
Wola Chorzelowska
Wola Mielecka
Złotniki

## Baudenkmale

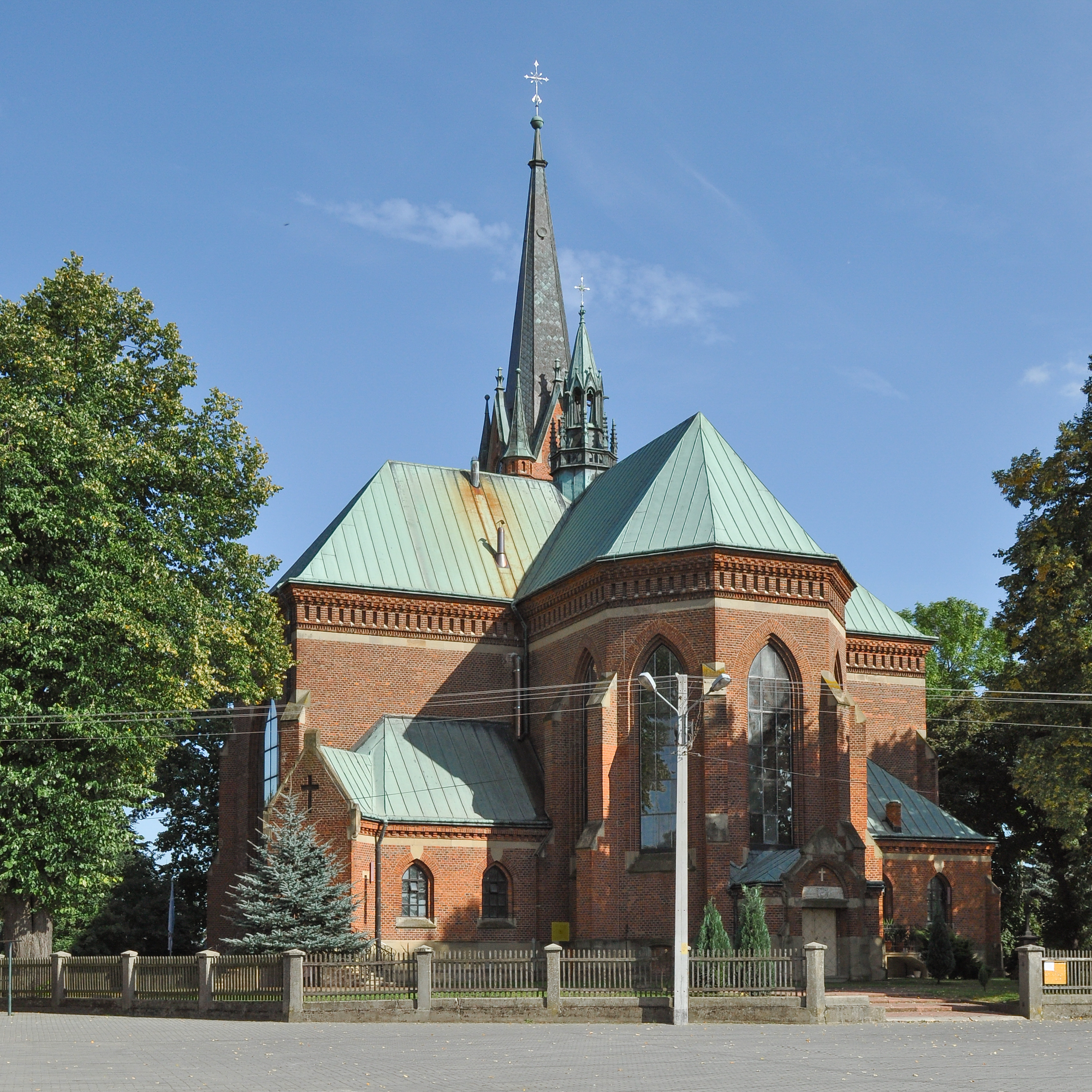
Kirche in Chorzelów
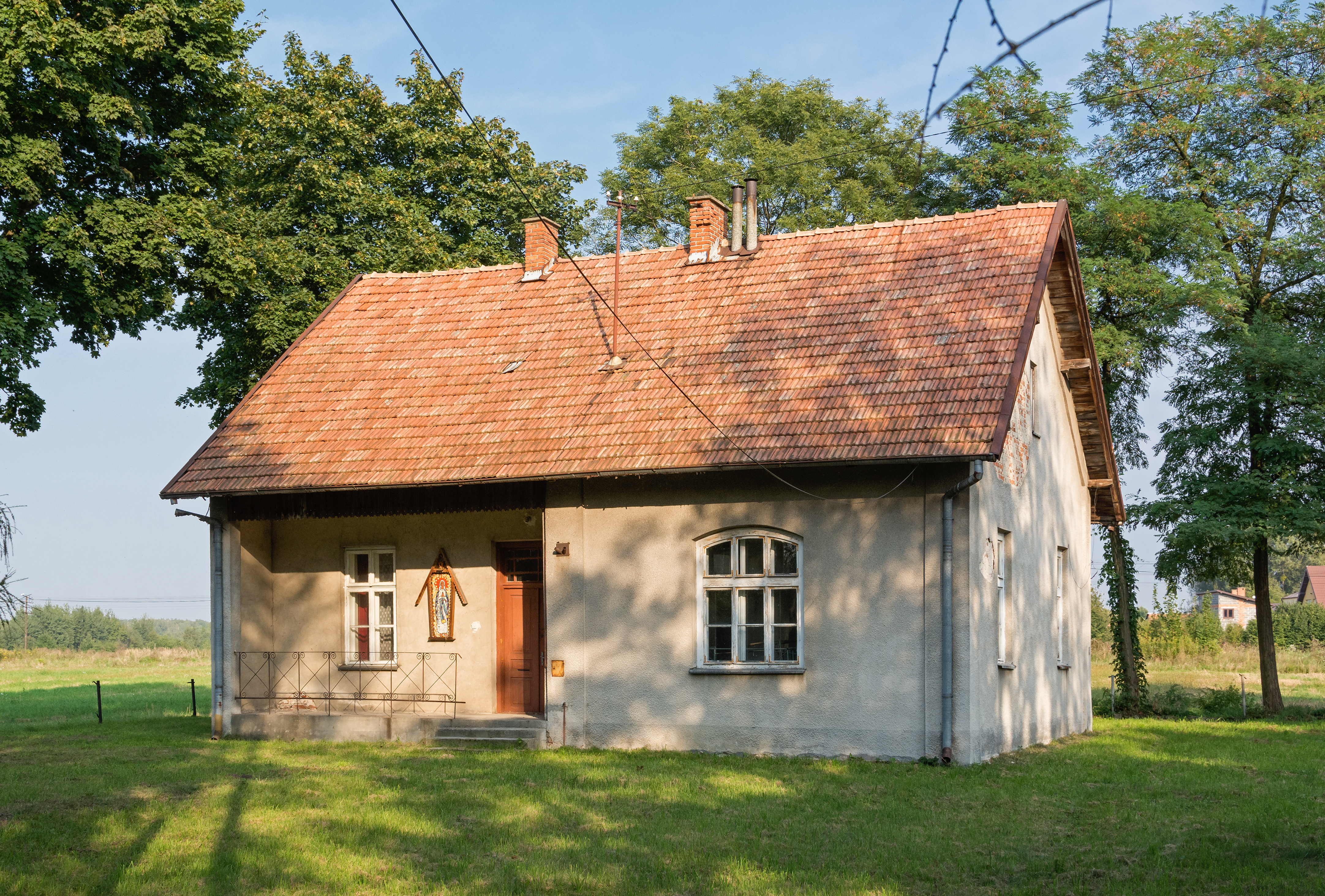
Pfarrhaus des 17. Jahrhunderts in Chorzelów
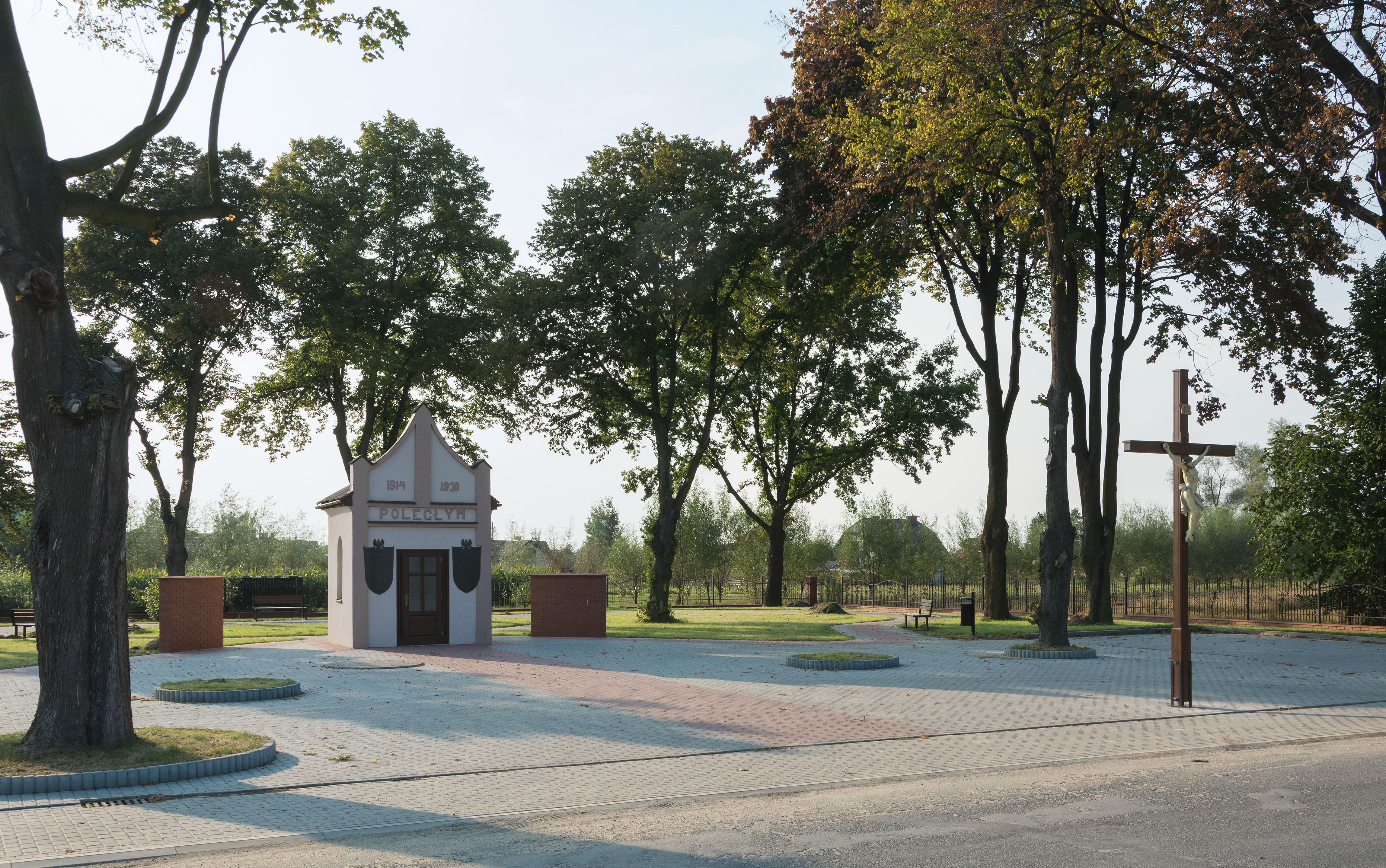
Grabkapelle Pfarrhaus in Chorzelów
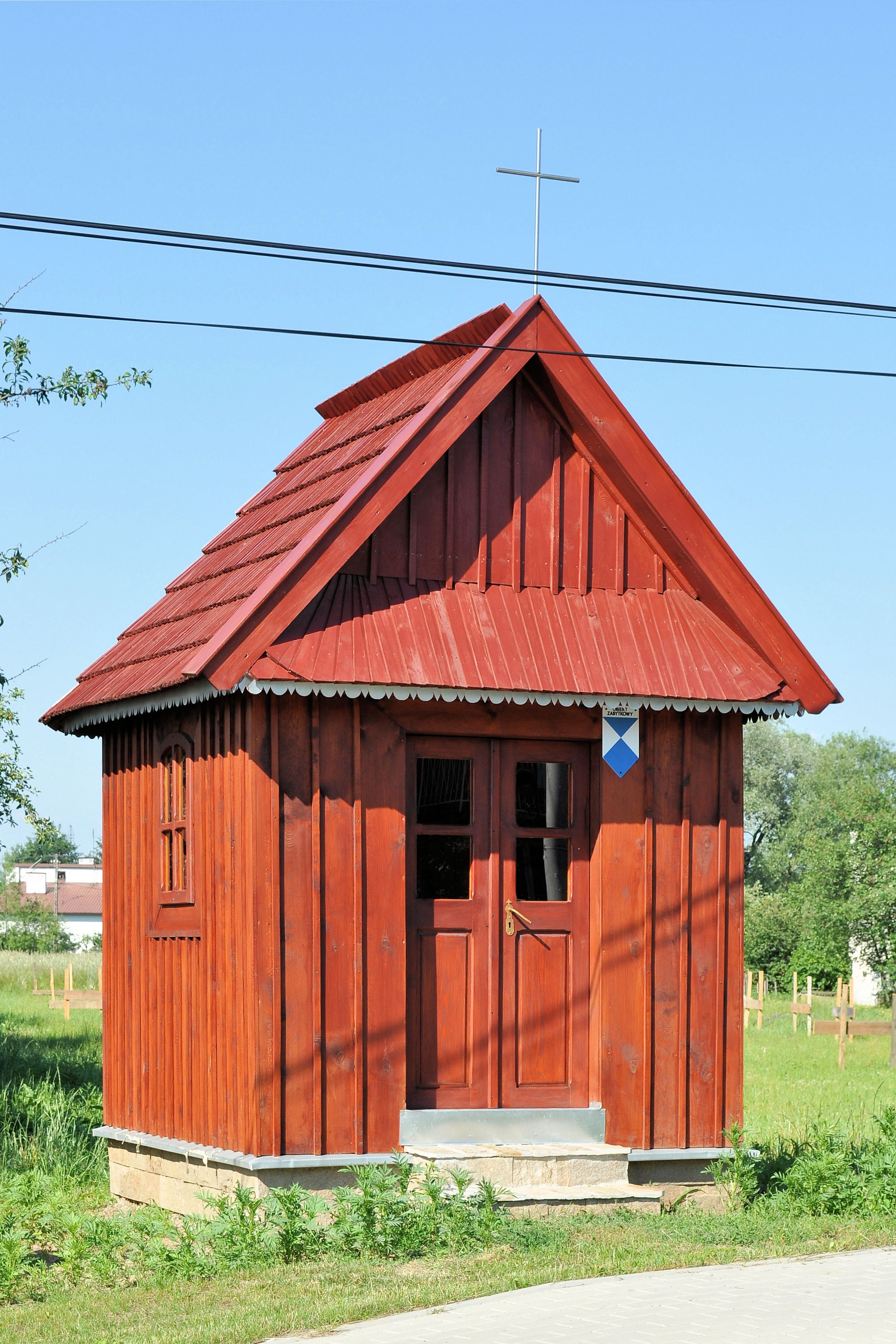
Burgruine in Dąbrówka Starzeńska

Bilder der Baudenkmale
- Kirche in Chorzelów
- Pfarrhaus in Chorzelów
- Friedhof in Chorzelów
- Kapelle in Podleszany